# Walter Dexel

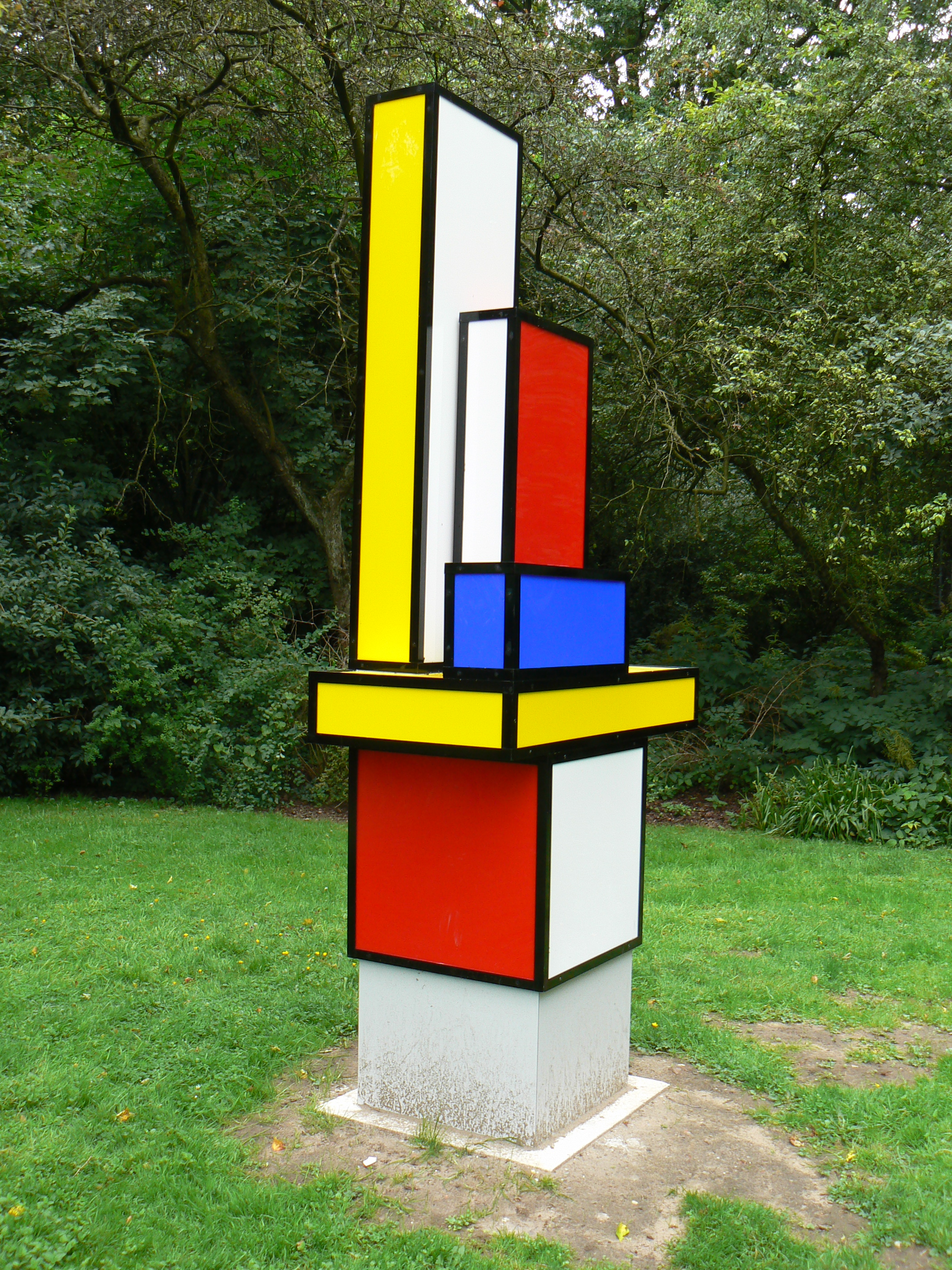
Lichtsäule (1926) en el parque Gustav-Mahler de Hamburgo.

Walter Dexel (Munich 7 de febrero de 1890 - Braunschweig 8 de junio de 1973) fue un pintor y diseñador gráfico  alemán, que está considerado uno de los principales exponentes de las “vanguardias históricas” europeas del siglo XX y representante del constructivismo y la Bauhaus. Su trabajo también estuvo asociado a otros movimientos  como el Novembergruppe, originado en 1918 y que se autodefinía como radical y revolucionario, y posteriormente con el De Stijl.
Dexel estudió historia del arte en la Universidad de Múnich entre 1910 y 1914. En septiembre de 1914, contrajo matrimonio con Grete Dexel, hija del pedagogo Jenaer Karl Brauckmann.
Ese mismo año, realizó su primera exposición personal, de orientación cubista, en la Galerie Dietzel de Múnich y colaboró con László Moholy-Nagy. Entre 1916 y 1928, fue director de exposiciones del Kunstverein de Jena. Hacia 1921 comenzó una profunda amistad con el pintor holandés Theo van Doesburg, sobre quien ejerció una fuerte influencia. A partir de ese momento, el arte de Dexel dio un importante giro hacia una imaginería abstracta-constructivista. En 1923, organizó junto con Willi Baumeister la exposición constructiva Erich Buchholz en Jena.
En la exposición abierta en el Instituto de Arqueología de Múnich en 1937 organizada por el régimen nazi como muestra del denominado arte degenerado, en la que se presentaron cerca de 600 obras, se incluyeron dos Dexel que fueron posteriormente retiradas a raíz de su protesta.
Después de la guerra, tras años de grandes dificultades, fue celebrado como uno de los más grandes artistas alemanes y retomó su actividad artística, que continuaría hasta su muerte en 1973. Además de pintor fue también un destacado diseñador gráfico, tipógrafo, escenógrafo y fotógrafo. Algunas de sus publicaciones son considerados fundamentales para comprender la cultura de las vanguardias entre las dos guerras mundiales.

## Museos
- Museum of Modern Art Nueva York
- Harvard University Art Museums Massachusetts
- Los Angeles County Museum of Art Los Ángeles
- Minneapolis Institute of Arts Minnesota
- Museum für Kunst und Gewerbe Hamburgo
- Neue Galerie Museum for German and Austrian Art Nueva York
- Museum Wiesbaden